# Drosera graniticola
Drosera graniticola es una especie erecta y perenne tuberosa de planta carnívora perteneciente al género Drosera.

## Descripción
La planta alcanza los 20 cm de altura. Tiene flores blancas que aparecen entre agosto y septiembre.

## Distribución y hábitat
Es endémica de Australia Occidental. Se encuentra cerca de los afloramientos de granito.

## Taxonomía
D. graniticola fue descrita por primera vez Neville Graeme Marchant y publicado en Fl. Australia 8: 383, en el año 1982.

Etimología
Drosera: tanto su nombre científico –derivado del griego δρόσος (drosos): "rocío, gotas de rocío"– como el nombre vulgar –rocío del sol, que deriva del latín ros solis: "rocío del sol"– hacen referencia a las brillantes gotas de mucílago que aparecen en el extremo de cada hoja, y que recuerdan al rocío de la mañana.
graniticola: epíteto latino que significa "de las rocas".
Sinonimia
- Sondera graniticola (N.G.Marchant) Chrtek & Slavíková, Novit. Bot. Univ. Carol. 13: 43 (1999 publ. 2000).[7]